# Uomini del West
Uomini del West (The Range Busters) è un film del 1940 diretto da S. Roy Luby.
È un film western statunitense con Ray Corrigan (accreditato come Ray 'Crash' Corrigan), John 'Dusty' King e Max Terhune (accreditato come Max 'Alibi' Terhune). È il primo film della serie di 24 film western dei Range Busters, realizzati tra il 1940 e il 1943 e distribuiti dalla Monogram Pictures.

## Produzione
Il film, diretto da S. Roy Luby su una sceneggiatura di John Rathmell con il soggetto di Harry L. Fraser e dello stesso Rathmell, fu prodotto da George W. Weeks per la Monogram Pictures tramite la società di scopo Range Busters e girato nel ranch di Corriganville a Simi Valley e nell'Iverson Ranch a Chatsworth in California. Il brano della colonna sonora Get Along Cowboy fu composto da Lew Porter e Johnny Lange (parole e musica).

## Distribuzione
Il film fu distribuito con il titolo The Range Busters negli Stati Uniti dal 22 agosto 1940 al cinema dalla Monogram Pictures.
Altre distribuzioni:
- in Portogallo il 26 novembre 1951 (Companheiros de Luta)
- in Finlandia il 15 febbraio 1952 (Yön rosvot)
- in Danimarca il 6 marzo 1952
- in Germania (Die Range Busters - Elmer, der lustige Cowboy, titolo DVD)
- in Italia (Uomini del West)

## Promozione
La tagline è: "Range Busters...blasting a lawless ranch refuge...!".